# Ónodi Czudar Imre
Ónodi Czudar Imre (Bőcs, 1345 körül – Gyulafehérvár, 1389. április 28.) római katolikus pap, 1374–1377 között váradi püspök, 1377–1384 között egri püspök, valamint erdélyi püspök 1386–1389 között.

## Élete
Fiatalkorában Nagy Lajos király apródja volt. Később klerikus és udvari káplán lett, majd 1366-ban kinevezték gyulafehérvári kanonokká és szatmári főesperessé, egy év múlva azonban lemondott tisztségéről. 1367. szeptember 24-én kinevezték kalocsai prépostnak, majd 1369-ben csanádi, egri és pécsi kanonoknak is. IX. Gergely pápa 1374. december 18-án kinevezte váradi püspökké, Lajos királynak azonban más jelöltje volt, így megtagadta a hozzájárulást Czudar Imre kinevezéséhez, csak Erzsébet királyné közbenjárására járult hozzá végül püspöki kinevezéséhez. 1377-ben egri püspök lett, a király egy év múlva rábízta Galícia és Lodoméria vajdaságát. Mivel azonban testvérei a rájuk bízott várakat Lajos király halála után eladták, Kotromanić Erzsébet királyné letette a püspökségből és vagyonát lefoglalta a kincstár részére. VI. Orbán pápa 1386-ban kinevezte erdélyi megyés püspöknek, ezt a tisztséget haláláig betöltötte. A gyulafehérvári érseki székesegyházban temették el.